# Leusden-Zuid
Leusden-Zuid est un village situé dans la commune néerlandaise de Leusden, dans la province d'Utrecht. Le 1er janvier 2004, le village comptait 1 948 habitants.
Jusqu'en 1969, le village s'appelait Leusbroek.